# Luigi Capponi (1505-1584)

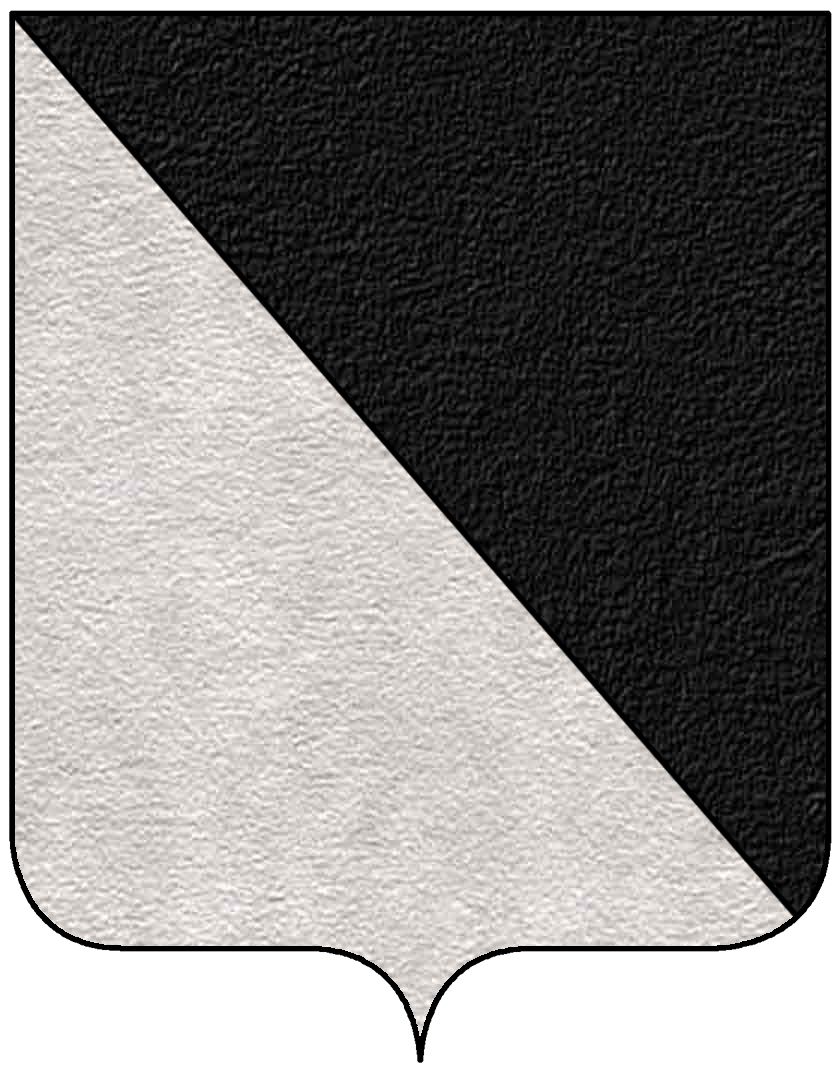
Stemma dei Capponi

Luigi Capponi (Firenze, 10 luglio 1505 – Firenze, 10 novembre 1584) è stato un letterato italiano.

## Primi anni
Nacque a Firenze, nel quartiere di S. Spirito (gonfalone del Nicchio), il 10 luglio 1505 da Giuliano di Piero di Gino e da Ginevra Sacchetti.
Nel 1521 era già titolare, insieme al cugino Piero di Niccolò, del banco di Firenze organizzato dai rispettivi padri. Nel 1529, con la vittoria della fazione anti-medicea degli Arrabbiati, riparò a Lucca dove si trattenne fino alla caduta della Repubblica fiorentina. 

## Primo matrimonio e tragedia familiare
Rientrato a Firenze con la restaurazione dei Medici, sposò nel 1533 Luigia, figlia di Filippo Strozzi e di Clarice di Pietro dei Medici, il che gli portò non solo una ricca dote, ma pure un accresciuto prestigio. 
Le morbose attenzioni verso Luigia da parte di Giuliano Salviati, protetto del duca di Firenze Alessandro de' Medici, a sua volta attratto dalla giovane donna, portarono i fratelli di quest'ultima ad aggredire il Salviati, con conseguente grave scandalo - che virò in tragedia con la morte per avvelenamento della stessa Luigia, il 5 dicembre 1534.

## Secondo matrimonio e carriera politica e letteraria
Dopo un breve allontanamento dalla città, Capponi rientrò alla morte del Alessandro nel 1537 e sposò in seconde nozze Onesta di Marco del Nero.
Divenne cortigiano di Cosimo I de' Medici,  fu da questi nominato ambasciatore in Francia il 21 settembre 1550, carica che ricoprì fino al novembre 1551. Eletto senatore per il quartiere di S. Spirito il 13 marzo 1566, nel 1569 fu uno degli Otto di guardia e balia; nel 1572 ricevette l'incarico di riformare gli statuti della Compagnia del Tempio. Nella seconda metà del novembre 1576 coadiuvò i commissari delle porte di Firenze per controllare il rispetto delle norme sanitarie prese per fronteggiare l'epidemia di peste diffusa in gran parte della penisola. e nel 1547 venne inviato alla corte di Francia del re Enrico II per congratularsi della nascita del figlio Francesco. Fu eletto senatore nel 1566. 
Parallelamente all'attività mercantile e politica, fu un dotto letterato, tra i fondatori dell'Accademia degli Umidi e dell'Accademia degli Alterati.
Alla sua morte, sopraggiunta nel 1584, fu costituita dal fratello e da altri eredi la Compagnia Eredi di Luigi Capponi.

## Discendenza
Dal breve primo matrimonio con Luigia Strozzi non ebbe figli.
Dalla seconda moglie Onesta del Nero ebbe quattro figli:
- Giuliano (1540-1578)
- Niccolò (1546-1579)
- Piero (morto in fasce)
- Luisa (12 giugno 1548-15 maggio 1585)[2], sposò nel 1565 Vincenzo di Giovanni Giraldi (1544-1603), senatore